# 张一纯
张一纯（1932年12月14日—2015年10月15日），男，安徽巢县人，中华人民共和国政治人物，曾任北京市政协副秘书长。

## 生平
1932年生于南京。1953年进入北京电力学校学习，毕业时加入中国共产党。1983年冬，调至北京市对台工作办公室工作。1986年夏，调至北京市政协，担任常委、副秘书长兼港澳台侨委员会主任。2002年1月，免去副秘书长和港澳台侨委员会主任职务。2003年退休后任北京海外联谊会副会长。2011年5月获得首届“卓越华人奖”2015年10月15日在北京逝世。遗体于2015年10月29日在八宝山殡仪馆火化。

## 家庭
- 父亲：张治中（1890年—1969年），曾任全国人大常委会副委员长、国国防委员会副主席等职。
- 母亲：洪希厚
- 大姐：张素我（1915年—2011年），曾任全国政协常委、全国妇联副主席等职。
- 妻子：洪德惠（—2007年9月12日）
- 长子：张皓霆（张小纯）（1958年—）
- 长媳：张丽华
- 长孙：张周伯（张州伯）
- 次子：张小惠[3]